# Sit de Stewart
El sit de Stewart (Emberiza stewarti) és una espècie d'ocell de la família dels emberízids (Emberizidae) que habita vessants àrids i pedregosos amb escassa herba i arbustos, als turons de l'Himàlaia, a Turkmenistan, nord del Kazakhstan, Afganistan, nord del Pakistan i nord-oest de l'Índia.